# Golf Hotel Viborg
Golf Hotel Viborg er et hotel beliggende på Randersvej, helt ud til Søndersø og lige overfor Borgvold i Viborg. Hotellet blev indviet i 1986.

## Historie
Bygningerne blev bygget i 1986 og er tegnet af arkitekterne Hougaard Nielsen & Nørgaard Pedersen, med inspiration fra den gamle kongsborg på Borgvold. En af hotellets restauranter er opkaldt efter naboejendommen, Brænderigården.